# كاتسومي ساتو
كاتسومي ساتو (باليابانية: 佐藤勝巳؛ بالكانا: さとう かつみ) هو ناقد وناشط حقوق الإنسان ياباني، ولد في 5 مارس 1929، وتوفي في 2 ديسمبر 2013.